# ليلى العامرية
ليلى العامرية؛ (ولدت سنة 28 هـ في نجد) هي شاعرة عربية من قبيلة هوازن، وابنة عم قيس بن الملوح الذي هام بها حبًا. ولدت إبّان دولة الخلافة الراشدة في عصر الخليفة عثمان بن عفان، وشهدت قيام الدولة الأموية.

## نسبها
ليلى بنت مهدي بن سعد بن مزاحم بن عدس بن ربيعة بن جعده بن كعب بن ربيعة بن عامر بن صعصعة بن معاوية بن بكر بن هوازن بن منصور بن عكرمة بن خصفة بن قيس عيلان بن مضر بن نزار بن معد بن عدنان، العامرية الهوازنية.

## قصتها
ولدت ليلى بعد مجنون بني عامر قيس بأربعة أعوام في بلدة اسمها النجوع وتسمى هذه البلدة اليوم باسمها وهي عاصمة محافظة الأفلاج بمنطقة الرياض ، وتربت معه وكانا يرعيان مواشي أهلهما معًا فلما كبرت حُجبت عنه فازداد هيامًا بها ولم يكن قيسًا مجنونًا وإنما لقب بذلك لهيامه في حب ليلى العامرية التي نشأ معها وعشقها فرفض أهلها أن يزوجوها به لاشتهار حبهما بين العرب، فهام على وجهه ينشد الأشعار ويأنس بالوحوش ويتغنى بحبه العذري، فيرى حينًا في الشام وحينًا في نجد وحينًا في الحجاز، إلى أن وجد ملقى بين أحجار وهو ميت فحمل إلى أهله.

## أشعارها
وقد كانت ليلى تبادله العشق فقالت فيه:
وقالت أيضًا:
وقالت أيضًا: 
وقالت أيضًا:
وقالت أيضًا:
وقالت أيضًا:

## وصلات خارجية
- بوابة الشعراء: ديوان ليلى العامرية